# Ready 2 Fight
Ready 2 Fight è un programma sportivo di Italia 2, all'interno del quale vengono trasmessi combattimenti di arti marziali miste.
Il programma ha debuttato il 21 settembre 2012 su Italia 2, commentato da Davide De Zan e Carlo Di Blasi. Ready 2 Fight propone incontri del circuito Ultimate Challenge MMA, disputati secondo la formula dei "combattimenti in gabbia".